# منزل الراعية (حارة)

تعديل مصدري - تعديل

منزل الراعية هي إحدى حارات حي الحوج العدني بمدينة إب اليمنية، بلغ تعداد سكانها 485 نسمة حسب تعداد اليمن لعام 2004.